# 1918 au Nouveau-Brunswick
Chronologie du Nouveau-Brunswick
- 1914
- 1915
- 1916
- 1917
- 1918
- 1919
- 1920
- 1921
- 1922

Cette page concerne des événements survenus en 1918 dans la province canadienne du Nouveau-Brunswick.

## Événements
- 7 mars : Irving Randall Todd est nommé sénateur

## Naissances
- 4 février : Gilbert Robichaud, homme politique.
- 17 mars : Patrick Guerette, député.
- 28 mars : Clarence Bourque, député.
- 15 novembre : Bob Copp, joueur de hockey sur glace.

## Décès
- Léon Léger, architecte.

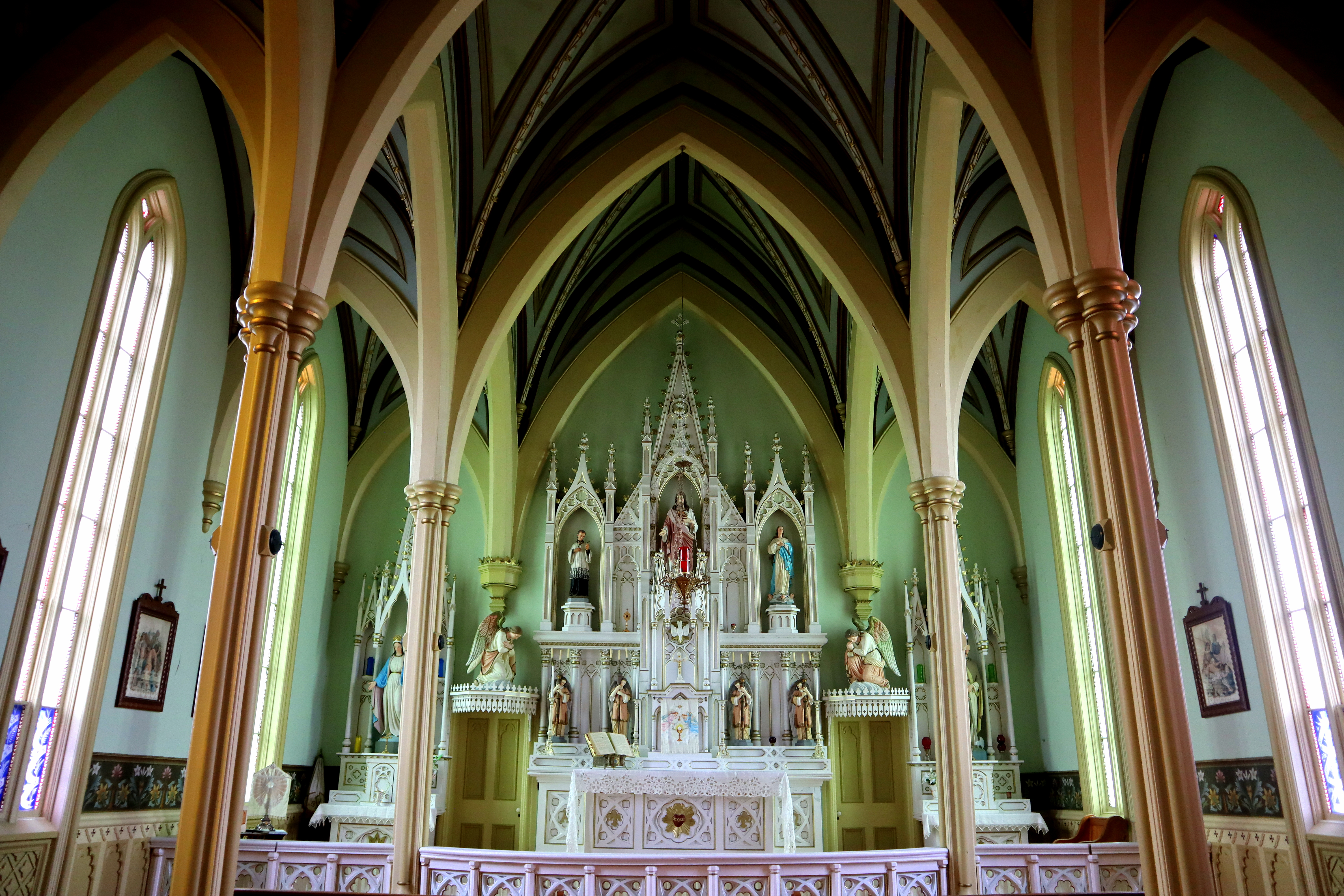
Chapelle de l'ancien couvent de l'Immaculée-Conception à Bouctouche, œuvre de Léon Léger.

- 22  février : Daniel Gillmor, député et sénateur.
- 1er mars : Harlan Carey Brewster, premier ministre de la Colombie-Britannique.
- 17 septembre : George Moffat, député.
- 4 novembre : John McAlister, député.